# Grzegorz Woźniak (prezenter)
Marian Grzegorz Woźniak (ur. 1 lutego 1940 w Piotrkowie Trybunalskim) – polski dziennikarz telewizyjny, prezenter Dziennika Telewizyjnego w TVP w okresie propagandy sukcesu lat 70., były współpracownik Wojskowych Służb Informacyjnych i Służby Bezpieczeństwa (TW Cezar).

## Życiorys
Pracę w Telewizji Polskiej rozpoczął w latach 60. jako prezenter i reporter Dziennika Telewizyjnego. Przez pewien czas był głównym prowadzącym sztandarowy program informacyjny Wieczór z Dziennikiem. W drugiej połowie lat 70. Mariusz Walter zaprosił go do przygotowywania i przedstawiania w mało oficjalny sposób i z dużą dozą humoru ostatnich, wieczornych Wiadomości Dziennika na antenie Studia 2, gdzie również prowadził w ramach niedzielnego wydania Dziennika Telewizyjnego magazyn międzynarodowy Świat, który również był emitowany w godzinach południowych.
W 1963 wstąpił do Polskiej Zjednoczonej Partii Robotniczej. Od 1979 do 1980 był I sekretarzem POP Redakcji Dziennika Telewizyjnego. Od 1979 do 1980 wchodził w skład egzekutywy, a następnie został sekretarzem Komitetu Zakładowego PZPR w Radiokomitecie.
Po wprowadzeniu stanu wojennego został odsunięty od prowadzenia Dziennika Telewizyjnego. W 1983 roku zaczął prowadzić boczne wydania Dziennika oraz był komentatorem głównego wydania Dziennika.
W latach 1984–1988 był korespondentem Telewizji Polskiej w Nowym Jorku. W 1984 Stefan Kisielewski umieścił go na tzw. liście Kisiela jako osobę zajmującą się aktywnie propagandą w PRL.
Po powrocie do Polski w 1988 zaczął prowadzić, na zmianę z Markiem Tumanowiczem, niedzielne wydania Dziennika Telewizyjnego; prowadzone przez niego wydania miały formę Magazynu Międzynarodowego (ostatni raz Dziennik… poprowadził 5 listopada 1989), gdzie również był komentatorem wydarzeń międzynarodowych zarówno w Dzienniku Telewizyjnym, jak i w programach Telewizji Polskiej (m.in. prowadził program Komentarz dnia w TVP2). Został zwolniony z TVP w listopadzie 1989, na wniosek ówczesnego prezesa Radiokomitetu Andrzeja Drawicza i Jacka Snopkiewicza.
W 1989 bezskutecznie kandydował do Senatu z listy PZPR w województwie piotrkowskim. W latach 90. był członkiem Sojuszu Lewicy Demokratycznej, gdzie w 1993 był doradcą ds. mediów w SLD podczas wyborów parlamentarnych.
Po 1990 przetłumaczył ok. 30 książek z języka angielskiego. Kilka z nich dotyczyło polityki USA. Był także przez pewien czas realizatorem i producentem programów telewizyjnych oraz pisał do kilku tytułów prasowych artykuły dot. tematyki międzynarodowej.
W 1995 był zaangażowany w kampanię wyborczą kandydata na Prezydenta RP Aleksandra Kwaśniewskiego, był również doradcą ds. mediów w sztabie wyborczym Kwaśniewskiego.

## Nagrody i odznaczenia
W 1988 roku został odznaczony medalem PRL z okazji 30-lecia Dziennika Telewizyjnego. Był również nagrodzony Złotym Ekranem.

## Życie prywatne
Był mężem dziennikarki Ireny Falskiej. W 1988 ożenił się z dziennikarką TVP Barbarą Grad.